# Лауреати Державної премії України в галузі науки і техніки (1990)
Державна премія України в галузі науки і техніки — лауреати 1990 року.
На підставі подання Комітету з Державних премій України в галузі науки і техніки Центральний Комітет Компартії України і Рада Міністрів Української РСР видали Постанову № 373 від 17 грудня 1990 р. «Про присудження Державних премій України в галузі науки і техніки 1990 року»

## Лауреати Державної премії України в галузі науки і техніки 1990 року
| Премійована робота | Лауреати                           | Коротко про лауреата |
| --- | ---------------------------------- | --- |
| Підручник «Автоматизированное проектирование математического обеспечения АСУ ТП», виданий у 1986 році | Ажогін Віталій Васильович          | доктор технічних наук, професор /посмертно/ |
| Підручник «Автоматизированное проектирование математического обеспечения АСУ ТП», виданий у 1986 році | Згуровський Михайло Захарович      | доктор технічних наук, проректор Київського політехнічного інституту імені 50-річчя Великої Жовтневої соціалістичної революції                                                        |
| Цикл робіт «Розробка, теоретичне обґрунтування та клінічне впровадження нових органозберігаючих методів хірургічного лікування кровоточивих виразок шлунка і дванадцятипалої кишки»                                                        | Хохола Василь Петрович             | доктор медичних наук /посмертно/ |
| Цикл робіт «Розробка, теоретичне обґрунтування та клінічне впровадження нових органозберігаючих методів хірургічного лікування кровоточивих виразок шлунка і дванадцятипалої кишки»                                                        | Полінкевич Броніслав Станіславович | кандидат медичних наук, доцент Київського державного інституту вдосконалення лікарів                                                                                                  |
| Цикл робіт «Розробка, теоретичне обґрунтування та клінічне впровадження нових органозберігаючих методів хірургічного лікування кровоточивих виразок шлунка і дванадцятипалої кишки»                                                        | Грубнік Володимир Володимирович    | доктор медичних наук, професорові, працівникам Одеського медичного інституту імені М. І. Пирогова                                                                                     |
| Цикл робіт «Розробка, теоретичне обґрунтування та клінічне впровадження нових органозберігаючих методів хірургічного лікування кровоточивих виразок шлунка і дванадцятипалої кишки»                                                        | Ващенко Альберт Юхимович           | кандидат медичних наук, старший науковий співробітник Київського науково-дослідного інституту клінічної та експериментальної хірургії                                                 |
| Цикл робіт «Розробка, теоретичне обґрунтування та клінічне впровадження нових органозберігаючих методів хірургічного лікування кровоточивих виразок шлунка і дванадцятипалої кишки»                                                        | Велигоцький Микола Миколайович     | доктор медичних наук, завідувач кафедри Українського інституту вдосконалення лікарів                                                                                                  |
| Цикл робіт «Розробка, теоретичне обґрунтування та клінічне впровадження нових органозберігаючих методів хірургічного лікування кровоточивих виразок шлунка і дванадцятипалої кишки»                                                        | Зайцев Володимир Терентійович      | доктор медичних наук, директор Харківського науково-дослідного інституту загальної та невідкладної хірургії                                                                           |
| Цикл робіт «Розробка, теоретичне обґрунтування та клінічне впровадження нових органозберігаючих методів хірургічного лікування кровоточивих виразок шлунка і дванадцятипалої кишки»                                                        | Фомін Петро Дмитрович              | доктор медичних наук, професор Київського медичного інституту імені академіка О. О. Богомольця                                                                                        |
| Цикл робіт «Розробка, теоретичне обґрунтування та клінічне впровадження нових органозберігаючих методів хірургічного лікування кровоточивих виразок шлунка і дванадцятипалої кишки»                                                        | Доценко Олександр Петрович         | доктор медичних наук, завідувач кафедри Одеського медичного інституту імені М. І. Пирогова                                                                                            |
| Організація хірургічної допомоги, розробка та впровадження нових методів лікування при пошкодженнях і захворюваннях кисті | Біжко Іван Петрович                | кандидат медичних наук, доцент Дніпропетровського медичного інституту |
| Організація хірургічної допомоги, розробка та впровадження нових методів лікування при пошкодженнях і захворюваннях кисті | Колонтай Юрій Юлійович             | доктор медичних наук, завідувач кафедри |
| Організація хірургічної допомоги, розробка та впровадження нових методів лікування при пошкодженнях і захворюваннях кисті | Андрусон Михайло Володимирович     | доктор медичних наук /посмертно/ |
| Організація хірургічної допомоги, розробка та впровадження нових методів лікування при пошкодженнях і захворюваннях кисті | Данькевич Вадим Петрович           | молодший науковий співробітник Київського науково-дослідного інституту ортопедії |
| Організація хірургічної допомоги, розробка та впровадження нових методів лікування при пошкодженнях і захворюваннях кисті | Міхневич Олег Едуардович           | кандидат медичних наук, старший науковий співробітник Київського науково-дослідного інституту ортопедії                                                                               |
| Організація хірургічної допомоги, розробка та впровадження нових методів лікування при пошкодженнях і захворюваннях кисті | Гулай Альберт Михайлович           | кандидат медичних наук, завідувач відділення міської клінічної лікарні № 16 /м. Дніпропетровськ/,                                                                                     |
| Організація хірургічної допомоги, розробка та впровадження нових методів лікування при пошкодженнях і захворюваннях кисті | Васильєв Серафим Федорович         | доктор медичних наук, керівник відділу Дніпропетровського науково-дослідного інституту відновлення та експертизи працездатності інвалідів                                             |
| Організація хірургічної допомоги, розробка та впровадження нових методів лікування при пошкодженнях і захворюваннях кисті | Науменко Леонід Юрійович           | кандидат медичних наук, доцент Дніпропетровського медичного інституту |
| Наукове обґрунтування, розробка та широке впровадження у практику нових продуктів дієтичного і лікувального харчування високої біологічної цінності для вагітних жінок і дітей                                                             | Якубович Федір Федорович           | інженер-технолог /посмертно/ |
| Наукове обґрунтування, розробка та широке впровадження у практику нових продуктів дієтичного і лікувального харчування високої біологічної цінності для вагітних жінок і дітей                                                             | Познанський Андрій Михайлович      | генеральний директор київського виробничого об'єднання по випуску безалкогольних напоїв «Росинка»                                                                                     |
| Наукове обґрунтування, розробка та широке впровадження у практику нових продуктів дієтичного і лікувального харчування високої біологічної цінності для вагітних жінок і дітей                                                             | Іванов Володимир Сергійович        | старший науковий співробітник Київського технологічного інституту харчової промисловості                                                                                              |
| Наукове обґрунтування, розробка та широке впровадження у практику нових продуктів дієтичного і лікувального харчування високої біологічної цінності для вагітних жінок і дітей                                                             | Ємелянова Ніна Олександрівна       | кандидат технічних наук, старший науковий співробітник Київського технологічного інституту харчової промисловості                                                                     |
| Наукове обґрунтування, розробка та широке впровадження у практику нових продуктів дієтичного і лікувального харчування високої біологічної цінності для вагітних жінок і дітей                                                             | Самборська Катерина Петрівна       | доктор біологічних наук, колишній керівник відділення Київського науково-дослідного інституту педіатрії, акушерства і гінекології імені Героя Радянського Союзу професора П. М. Буйка |
| Наукове обґрунтування, розробка та широке впровадження у практику нових продуктів дієтичного і лікувального харчування високої біологічної цінності для вагітних жінок і дітей                                                             | Охрончук Борис Володимирович       | кандидат медичних наук, старший науковий співробітник Київського науково-дослідного інституту педіатрії, акушерства і гінекології імені Героя Радянського Союзу професора П. М. Буйка |
| Наукове обґрунтування, розробка та широке впровадження у практику нових продуктів дієтичного і лікувального харчування високої біологічної цінності для вагітних жінок і дітей                                                             | Лапшин Володимир Федорович         | кандидат медичних наук, старший науковий співробітник Київського науково-дослідного інституту педіатрії, акушерства і гінекології імені Героя Радянського Союзу професора П. М. Буйка |
| Наукове обґрунтування, розробка та широке впровадження у практику нових продуктів дієтичного і лікувального харчування високої біологічної цінності для вагітних жінок і дітей                                                             | Гутман Лєна Борисівна              | доктор медичних наук, керівник відділу Київського науково-дослідного інституту педіатрії, акушерства і гінекології імені Героя Радянського Союзу професора П. М. Буйка                |
| Розробка наукових основ і методів підвищення навантажувальної спроможності та надійності турбогенераторів в серії ТГВ виробничого об'єднання «Електроважмаш», створення і впровадження технічних рішень по конструкції їхніх торцевих зон. | Подгорний Борис Максимович         | головний інженер виробничого об'єднання «Електроважмаш» |
| Розробка наукових основ і методів підвищення навантажувальної спроможності та надійності турбогенераторів в серії ТГВ виробничого об'єднання «Електроважмаш», створення і впровадження технічних рішень по конструкції їхніх торцевих зон. | Черемісов Іван Якович              | кандидат технічних наук, завідувач відділу Науково-дослідного, проектно-конструкторського і технологічного інституту важкого електромашинобудування                                   |
| Розробка наукових основ і методів підвищення навантажувальної спроможності та надійності турбогенераторів в серії ТГВ виробничого об'єднання «Електроважмаш», створення і впровадження технічних рішень по конструкції їхніх торцевих зон. | Кузьмін Віктор Володимирович       | доктор технічних наук, заступник директора Науково-дослідного, проектно-конструкторського і технологічного інституту важкого електромашинобудування                                   |
| Розробка наукових основ і методів підвищення навантажувальної спроможності та надійності турбогенераторів в серії ТГВ виробничого об'єднання «Електроважмаш», створення і впровадження технічних рішень по конструкції їхніх торцевих зон. | Смородін В'ячеслав Іванович        | кандидат технічних наук, завідувач лабораторії Інституту електродинаміки Академії наук УРСР                                                                                           |
| Розробка наукових основ і методів підвищення навантажувальної спроможності та надійності турбогенераторів в серії ТГВ виробничого об'єднання «Електроважмаш», створення і впровадження технічних рішень по конструкції їхніх торцевих зон. | Титко Олексій Іванович             | доктор технічних наук, завідувач лабораторії Інституту електродинаміки Академії наук УРСР                                                                                             |
| Розробка наукових основ і методів підвищення навантажувальної спроможності та надійності турбогенераторів в серії ТГВ виробничого об'єднання «Електроважмаш», створення і впровадження технічних рішень по конструкції їхніх торцевих зон. | Постніков Іван Матвійович          | члену-кореспонденту Академії наук УРСР, головний науковий співробітник Інституту електродинаміки Академії наук УРСР                                                                   |
| Розробка наукових основ і методів підвищення навантажувальної спроможності та надійності турбогенераторів в серії ТГВ виробничого об'єднання «Електроважмаш», створення і впровадження технічних рішень по конструкції їхніх торцевих зон. | Счастлівий Геннадій Григорович     | академік Академії наук УРСР, заступник директора Інституту електродинаміки Академії наук УРСР                                                                                         |
| Розробка наукових основ і методів підвищення навантажувальної спроможності та надійності турбогенераторів в серії ТГВ виробничого об'єднання «Електроважмаш», створення і впровадження технічних рішень по конструкції їхніх торцевих зон. | Глєбов Ігор Олексійович            | академікові, директор Всесоюзного науково-дослідного інституту електромашинобудування                                                                                                 |
| Розробка та впровадження комплексу ефективних технічних рішень і технологій, які забезпечують високий рівень ресурсозбереження та підвищення якості при виробництві киснево-конвертерної сталі                                             | Хмиров Володимир Іванович          | науковий співробітник Українського науково-дослідного, інституту металів |
| Розробка та впровадження комплексу ефективних технічних рішень і технологій, які забезпечують високий рівень ресурсозбереження та підвищення якості при виробництві киснево-конвертерної сталі                                             | Лапицький Всеволод Володимирович   | кандидат технічних наук, провідний науковий співробітник Інституту чорної металургії                                                                                                  |
| Розробка та впровадження комплексу ефективних технічних рішень і технологій, які забезпечують високий рівень ресурсозбереження та підвищення якості при виробництві киснево-конвертерної сталі                                             | Поляков Володимир Федорович        | доктор технічних наук, завідувач відділу Інституту чорної металургії |
| Розробка та впровадження комплексу ефективних технічних рішень і технологій, які забезпечують високий рівень ресурсозбереження та підвищення якості при виробництві киснево-конвертерної сталі                                             | Поживанов Олександр Михайлович     | доктор технічних наук, головний інженер Державного виробничого об'єднання металургійних підприємств Півдня                                                                            |
| Розробка та впровадження комплексу ефективних технічних рішень і технологій, які забезпечують високий рівень ресурсозбереження та підвищення якості при виробництві киснево-конвертерної сталі                                             | Заводовський Дмитро Опанасович     | машиніст дистрибутора Дніпровського металургійного комбінату імені Ф. Е. Дзержинського                                                                                                |
| Розробка та впровадження комплексу ефективних технічних рішень і технологій, які забезпечують високий рівень ресурсозбереження та підвищення якості при виробництві киснево-конвертерної сталі                                             | Зражевський Олександр Данилович    | заступник головного інженера Дніпровського металургійного комбінату імені Ф. Е. Дзержинського                                                                                         |
| Розробка та впровадження комплексу ефективних технічних рішень і технологій, які забезпечують високий рівень ресурсозбереження та підвищення якості при виробництві киснево-конвертерної сталі                                             | Учитель Лев Михайлович             | кандидат технічних наук, начальник цеху Дніпровського металургійного комбінату імені Ф. Е. Дзержинського                                                                              |
| Розробка та впровадження комплексу ефективних технічних рішень і технологій, які забезпечують високий рівень ресурсозбереження та підвищення якості при виробництві киснево-конвертерної сталі                                             | Багрій Олександр Іванович          | кандидат технічних наук, головний інженер Дніпровського металургійного комбінату імені Ф. Е. Дзержинського                                                                            |
| Розробка та впровадження агрегату силового автомобільного МеМЗ-245 | Чумаченко Микола Федорович         | інженер-технолог Мелітопольського моторного заводу |
| Розробка та впровадження агрегату силового автомобільного МеМЗ-245 | Поляков Володимир Лаврентійович    | начальник технологічного бюро Мелітопольського моторного заводу |
| Розробка та впровадження агрегату силового автомобільного МеМЗ-245 | Шило Анатолій Миколайович          | начальник технологічного бюро Мелітопольського моторного заводу |
| Розробка та впровадження агрегату силового автомобільного МеМЗ-245 | Рябенко Олександр Миколайович      | начальник лабораторії Мелітопольського моторного заводу |
| Розробка та впровадження агрегату силового автомобільного МеМЗ-245 | Здор Анатолій Миколайович          | головний металург Мелітопольського моторного заводу |
| Розробка та впровадження агрегату силового автомобільного МеМЗ-245 | Беседін Аркадій Іванович           | заступник головного конструктора Мелітопольського моторного заводу |
| Розробка та впровадження агрегату силового автомобільного МеМЗ-245 | Тимошенко Володимир Петрович       | директор Мелітопольського моторного заводу |
| Розробка та впровадження агрегату силового автомобільного МеМЗ-245 | Фімічев Станіслав Олександрович    | головний конструктор Мелітопольського моторного заводу |
| Підручник «Проектирование и конструирование горных машин и комплексов», виданий у І988 році | Межаков Василь Опанасович          | кандидат технічних наук, доцент Донецького політехнічного інституту |
| Підручник «Проектирование и конструирование горных машин и комплексов», виданий у І988 році | Горбатов Павло Анатолійович        | кандидат технічних наук, доцент Донецького політехнічного інституту |
| Підручник «Проектирование и конструирование горных машин и комплексов», виданий у І988 році | Малєєв Георгій Васильович          | кандидат технічних наук, професор Донецького політехнічного інституту |
| Підручник «Проектирование и конструирование горных машин и комплексов», виданий у І988 році | Бойко Микола Григорович            | доктор технічних наук, завідувач кафедри Донецького політехнічного інституту |
| Підручник «Проектирование и конструирование горных машин и комплексов», виданий у І988 році | Гуляєв Володимир Георгійович       | доктор технічних наук, завідувач кафедри Донецького політехнічного інституту |
| Цикл робіт «Створення наукових основ глибинного культивування їстівних базидіальних грибів і розробка способу одержання цінного харчового продукту»                                                                                        | Дудка Ірина Олександрівна          | доктор біологічних наук, завідувачка відділу Інституту ботаніки імені М. Г. Холодного Академії наук УРСР                                                                              |
| Цикл робіт «Створення наукових основ глибинного культивування їстівних базидіальних грибів і розробка способу одержання цінного харчового продукту»                                                                                        | Бухало Ася Сергіївна               | доктор біологічних наук, провідний науковий співробітник Інституту ботаніки імені М. Г. Холодного Академії наук УРСР                                                                  |
| Цикл робіт «Створення наукових основ глибинного культивування їстівних базидіальних грибів і розробка способу одержання цінного харчового продукту»                                                                                        | Соломко Ельвіра Федорівна          | кандидат біологічних наук, старший науковий співробітник Інституту ботаніки імені М. Г. Холодного Академії наук УРСР                                                                  |
| Цикл робіт «Створення наукових основ глибинного культивування їстівних базидіальних грибів і розробка способу одержання цінного харчового продукту»                                                                                        | Краснобрижий Микола Якович         | кандидат хімічних наук, заступник начальника центральної лабораторії Українського виробничого біохімічного об'єднання                                                                 |
| Цикл робіт «Створення наукових основ глибинного культивування їстівних базидіальних грибів і розробка способу одержання цінного харчового продукту»                                                                                        | Соломко Галина Іванівна            | кандидат медичних наук, завідувачка лабораторії Науково-дослідного інституту гігієни харчування                                                                                       |
| Цикл робіт «Створення наукових основ глибинного культивування їстівних базидіальних грибів і розробка способу одержання цінного харчового продукту»                                                                                        | Яцківська Наталія Яківна           | кандидат медичних наук, старший науковий співробітник Науково-дослідного інституту гігієни харчування                                                                                 |
| Цикл робіт «Створення наукових основ глибинного культивування їстівних базидіальних грибів і розробка способу одержання цінного харчового продукту»                                                                                        | Особик Анатолій Миколайович        | кандидат технічних наук, завідувач сектору Всесоюзного науково-дослідного інституту нових видів харчових продуктів і добавок                                                          |
| Цикл робіт «Створення наукових основ глибинного культивування їстівних базидіальних грибів і розробка способу одержання цінного харчового продукту»                                                                                        | Ремез Євген Онупрійович            | науковий співробітник Всесоюзного науково-дослідного інституту нових видів харчових продуктів і добавок                                                                               |
| Цикл робіт «Визначальні рівняння і критерії граничного стану матеріалів при циклічних термомеханічних навантаженнях (теорія та експеримент)»                                                                                               | Голуб Владислав Петрович           | доктор технічних наук, завідувач відділу Інституту механіки Академії наук УРСР |
| Цикл робіт «Визначальні рівняння і критерії граничного стану матеріалів при циклічних термомеханічних навантаженнях (теорія та експеримент)»                                                                                               | Карнаухов Василь Гаврилович        | доктор фізико-математичних наук, завідувач відділу Інституту механіки Академії наук УРСР                                                                                              |
| Цикл робіт «Визначальні рівняння і критерії граничного стану матеріалів при циклічних термомеханічних навантаженнях (теорія та експеримент)»                                                                                               | Сенченков Ігор Костянтинович       | доктор фізико-математичних наук, провідний науковий співро-бітник Інституту механіки Академії наук УРСР                                                                               |
| Цикл робіт «Визначальні рівняння і критерії граничного стану матеріалів при циклічних термомеханічних навантаженнях (теорія та експеримент)»                                                                                               | Стрижало Володимир Олександрович   | доктор технічних наук, заступник директора Інституту проблем міцності Академії наук УРСР                                                                                              |
| Цикл робіт «Визначальні рівняння і критерії граничного стану матеріалів при циклічних термомеханічних навантаженнях (теорія та експеримент)»                                                                                               | Скрипченко Володимир Іванович      | кандидат технічних наук, науковий співробітник Інституту проблем міцності Академії наук УРСР                                                                                          |
| Цикл робіт «Визначальні рівняння і критерії граничного стану матеріалів при циклічних термомеханічних навантаженнях (теорія та експеримент)»                                                                                               | Антіпов Євгеній Олексійович        | доктор технічних наук, завідувач кафедри Київського політехніч-ного інституту імені 50-річчя Великої Жовтневої соціалістичної революції                                               |
| Цикл робіт «Визначальні рівняння і критерії граничного стану матеріалів при циклічних термомеханічних навантаженнях (теорія та експеримент)»                                                                                               | Можаровський Микола Станіславович  | доктор технічних наук, професор Київського політехніч-ного інституту імені 50-річчя Великої Жовтневої соціалістичної революції                                                        |
| Цикл робіт «Визначальні рівняння і критерії граничного стану матеріалів при циклічних термомеханічних навантаженнях (теорія та експеримент)»                                                                                               | Бобирь Микола Іванович             | кандидат технічних наук, доцент Київського політехнічного інституту імені 50-річчя Великої Жовтневої соціалістичної революції                                                         |
| Цикл робіт «Передбачення, виявлення і дослідження нового типу елементарних збуджень у кристалах з домішками» | Локтєв Вадим Михайлович            | доктор фізико-математичних наук, завідувач лабораторії Інституту теоретичної фізики Академії наук УРСР                                                                                |
| Цикл робіт «Передбачення, виявлення і дослідження нового типу елементарних збуджень у кристалах з домішками» | Дзюб Іван Петрович                 | доктор фізико-математичних наук, провідний науковий співробітник Інституту теоретичної фізики Академії наук УРСР                                                                      |
| Цикл робіт «Передбачення, виявлення і дослідження нового типу елементарних збуджень у кристалах з домішками» | Іванов Михайло Олексійович         | доктор фізико-математичних наук, завідувач лабораторії Інституту металофізики Академії наук УРСР                                                                                      |
| Цикл робіт «Передбачення, виявлення і дослідження нового типу елементарних збуджень у кристалах з домішками» | Погорєлов Юрій Генекович           | кандидат фізико-математичних наук, старший науковий співробітник Інституту металофізики Академії наук УРСР                                                                            |
| Цикл робіт «Передбачення, виявлення і дослідження нового типу елементарних збуджень у кристалах з домішками» | Науменко Віктор Маркович           | доктор фізико-математичних наук, завідувач відділу Фізико-технічного інституту низьких температур Академії наук УРСР                                                                  |
| Цикл робіт «Передбачення, виявлення і дослідження нового типу елементарних збуджень у кристалах з домішками» | Пішко Віталій Володимирович        | кандидат фізико-математичних наук, старший науковий співробітник Фізико-технічного інституту низьких температур Академії наук УРСР                                                    |
| Цикл робіт «Передбачення, виявлення і дослідження нового типу елементарних збуджень у кристалах з домішками» | Рудашевський Євген Германович      | доктор фізи-ко-математичних наук, завідувач лабораторії Інституту загальної фізики Академії наук УРСР                                                                                 |
| Цикл робіт «Передбачення, виявлення і дослідження нового типу елементарних збуджень у кристалах з домішками» | Прохоров Анатолій Семенович        | кандидат фізико-математичних наук, провідний науковий співробіт-ник Інституту загальної фізики Академії наук УРСР                                                                     |
| Цикл наукових робіт «Методичне та інформаційне забезпечення системи обліку і комплексного використання лісових ресурсів УРСР» | Швиденко Анатолій Зіновійович      | доктор сільськогосподарських наук, директор Всесоюзного науково-дослідного інформаційного центру лісових ресурсів СРСР                                                                |
| Цикл наукових робіт «Методичне та інформаційне забезпечення системи обліку і комплексного використання лісових ресурсів УРСР» | Коз'яков Сергій Миколайович        | доктор сільськогосподарських наук, завідувач кафедри Української сільськогосподарської академії                                                                                       |
| Цикл наукових робіт «Методичне та інформаційне забезпечення системи обліку і комплексного використання лісових ресурсів УРСР» | Строчинський Анатолій Адольфович   | кандидат сільськогосподарських наук, завідувач кафедри Української сільськогосподарської академії                                                                                     |
| Цикл наукових робіт «Методичне та інформаційне забезпечення системи обліку і комплексного використання лісових ресурсів УРСР» | Юдицький Яков Аврамович            | кандидат сільськогосподарських наук, старший науковий співробітник Української сільськогосподарської академії                                                                         |
| Цикл наукових робіт «Методичне та інформаційне забезпечення системи обліку і комплексного використання лісових ресурсів УРСР» | Кашпор Сергій Миколайович          | кандидат сільськогосподарських наук, доцент Української сільськогосподарської академії                                                                                                |
| Цикл наукових робіт «Методичне та інформаційне забезпечення системи обліку і комплексного використання лісових ресурсів УРСР» | Нікітін Костянтин Євлампійович     | доктор сільськогосподарських наук, професор /посмертно/ |
| Цикл робіт «Хімія псевдогалогенідів» | Скопенко Віктор Васильович         | академік Академії наук УРСР, ректор Київського державного універси-тету імені Т. Г. Шевченка                                                                                          |
| Цикл робіт «Хімія псевдогалогенідів» | Самойленко Володимир Михайлович    | кандидат хімічних наук, доцент Київського державного університету імені Т. Г. Шевченка                                                                                                |
| Цикл робіт «Хімія псевдогалогенідів» | Лишко Тамара Петрівна              | кандидат хімічних наук, старший науковий співробітник Київського держав-ного університету імені Т. Г. Шевченка                                                                        |
| Цикл робіт «Хімія псевдогалогенідів» | Цінцадзе Гіві Васильович           | член-кореспондент Академії наук Грузинської РСР, завідувач кафедри Грузинського технічного університету                                                                               |
| Цикл робіт «Хімія псевдогалогенідів» | Голуб Андрій Матвійович            | доктор хімічних наук, професор (посмертно) |